# 韓國電影
韩国电影自19世纪末电影首次被引入韩国以来至今已有百余年历史。1919年，韩国早期电影开拓者金陶山制作了韩国本土首部电影《义理的仇讨》:编者序1-2。在经历了日本帝国主义的压制和军事政权的严酷审查制度后，韩国电影随着民主化进程的推进在1980年代迎来了新转机。新的人才不断进入，特别是原有的电影审查制度的废除，使韩国电影业的环境得到改观。进入1990年代以后，韩国电影消化了市场开放后外国进口电影的冲击，呈现出高速发展的态势。1993年-2005年，韩国电影在本国市场的占有率从15.9%上升到60%，票房翻了两番:编者序1。1999年，姜帝圭导演的《生死谍变》使韩国本土影片的票房首次超过好莱坞巨片《泰坦尼克号》在韩国创下的票房纪录，引发韩国大片的热潮。在电影观众数目几何级增长的同时，韩国电影接连在三大国际电影节和其它国际电影节上获奖。韩国电影的质量和国际化水平也得到空前提高:351-353:325-332。
韩国每年举行20多个国际电影节，包括釜山国际电影节、富川国际电影节、全州国际电影节、光州國際電影節等:367。其中，开始于1996年的釜山国际电影节已经发展成为亚洲最具代表性的国际电影节之一:297-298。韩国主要的电影奖项有大钟奖、青龙奖、百想艺术大赏、春史电影艺术奖等。其中，春史电影艺术奖由韩国电影工作者协会为纪念电影开拓者春史罗云奎导演（1904-1937年）于1990年创建，完全由电影人来经营:310。
1919年至2009年，韩国总共制作了6001部故事片，其中胶片存留65.7%。胶片保存率随时间的追溯越来越小。为了收集、保存韩国电影，从1996年开始，韩国实施电影义务纳本制度，电影公司义务向韩国映像资料院提供电影拷贝。1997年以后制作的韩国电影全部保存:编者序2。

## 历史

### 早期历史

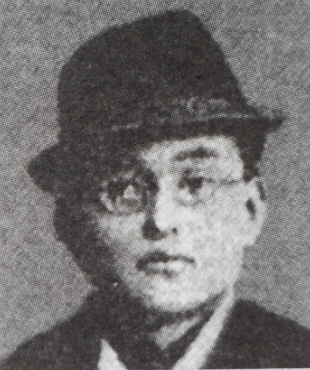
金陶山

电影在19世纪末传入韩国:5-7。1919年10月27日，金陶山引领的“新剧座”在团成社上演韩国首部连锁剧《义理的仇讨》。该片被视为韩国电影制作的起点:30:29-30:38:32。该片剧组还拍摄了韩国首部纪录片《京城市内全景》:39-40:21-22。1920年代中期到1930年代中期是韩国电影的“默片全盛期”。这一时期，韩国无声电影的制作不仅数量多而且质量高:51。1926年，罗云奎撰写、编剧、导演和主演的电影《阿里郎》获得空前成功，开启了民族电影的时代:51-52。1930年，日本人加紧了对韩国电影的打压，许多电影遭禁甚至被毁，韩国本土电影的创作急剧跌至近2-3部。1935年，日本电影在韩国电影市场的份额达到69%，欧美电影为27%，韩国本土电影仅为4%:35。在韩国电影陷入低潮的1932年，李圭焕自编、自导了韩国无声电影时期的另一部备受瞩目的民族电影《没有主人的渡船》:108-112:64-67。

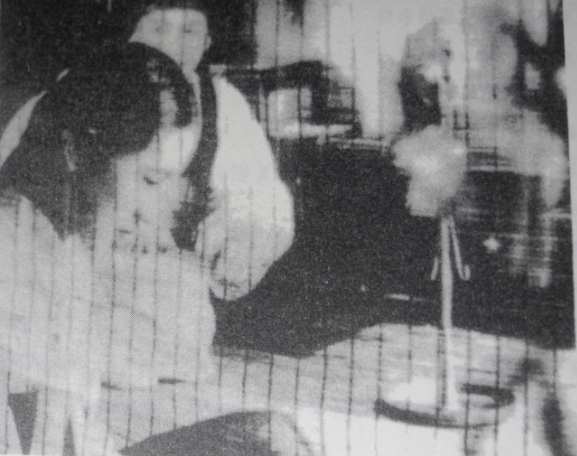
韩国首部有声电影《春香传》

1935年10月3日，韩国首部有声电影《春香传》在团成社上映:84:122。该片由韩国最早期的电影技术开拓者李弼雨和他的弟弟李明雨合作制作:80。1937年，韩国电影已经完全进入有声电影时代:129-130。1938年，《朝鲜日报》社举行了韩国历史上的首次电影节。根据当时观众的投票结果，罗云奎的《阿里郎》（1926年）获得电影节最佳默片奖；安夕影的《沈青传》获得最佳有声片奖:81。
1940-1945年，日本军国主义把持韩国电影，成立“朝鲜映画制作株式会社”，制作军国主义御用宣传片，迫使大部分电影公司关闭:144:82，韩国电影几近灭亡，韩国情节剧的拍摄下降到了5部:60。1945年8月15日，日本无条件投降后，韩国电影恢复到原有的定位:158-159。1946年，李龟永导演的传记片《安重根史记》成为光复后韩国电影界制作的第一部电影:160:109。日占时期的亲日派导演崔寅奎制作了有赎罪意味的“光复电影三部曲”（《自由万岁》、《无辜的罪人》和《独立前夕》）:161。
朝鲜战争期间，韩国电影遭到重创，但也制作了一批战争纪录片，包括对比战前战后首尔的《曾经美丽的汉城》（1950年，李龟永）、联和国军收复首尔北上的《西部战线》（1950年，尹逢春）等:170:124。大邱在朝鲜战争期间一度成为韩国电影制作的中心。申相玉的处女作《恶夜》，演员孙全转导演的第一部电影《我越过了三八线》和《恐怖的夜》，李敏主演的《花郎道》都是在大邱完成的。申敬均执导的《三千万的花束》和全昌根导演的《洛东江》则是在马山和庆尚南道制作完成:126。

### 战后复兴期
朝鲜战争后，韩国政府为保护本国电影产业的发展在1954年3月31日修订了《入场税法》，免除了国产电影的入场票税，并在1959年颁布“国产映画制作奖励和为了映画娱乐纯化的补偿措施”:174:143。随着电影业的恢复，大众娱乐的中心从乐剧、演剧等舞台艺术转移到了电影，从而进一步拉动了对电影的需求。韩国电影业在战后社会政治、经济、文化日趋稳定的氛围下，开始复兴:144。

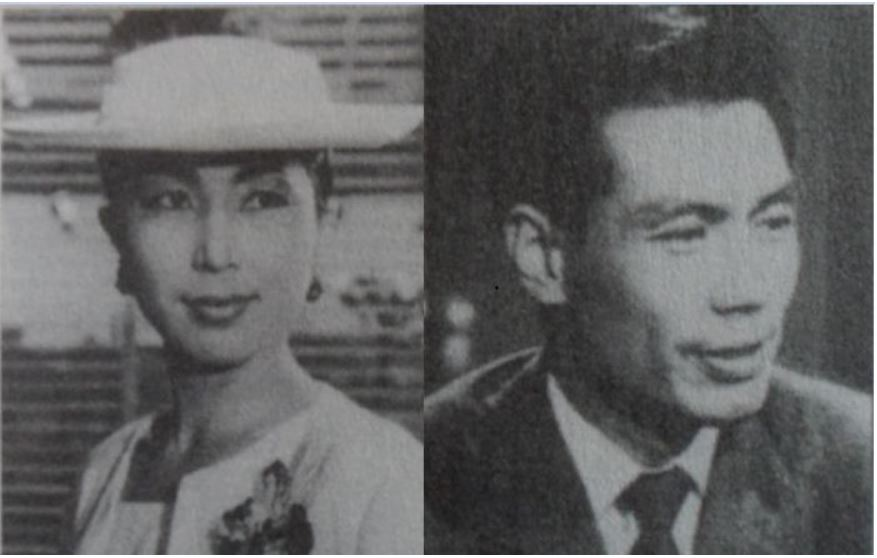
赵美铃和李敏

1955年，李奎焕导演的《春香传》（赵美铃、李敏主演）公映后，获得巨大成功，成为韩国电影史上具有里程碑意义的作品。该片观影人次突破18万，发行期长达2个月，收益1亿圜（制作费3500万圜），被称为“韩国电影史上第一部卖座片”:144。随着战后意识形态的相对自由，通俗剧成为当时重要的类型片:148-149。开放的社会氛围和保守的观念之间尖锐的矛盾通常是通俗剧的主题:149。1950年代的通俗剧也与其它类型相混合，最常见的是与犯罪片结合:150-151。

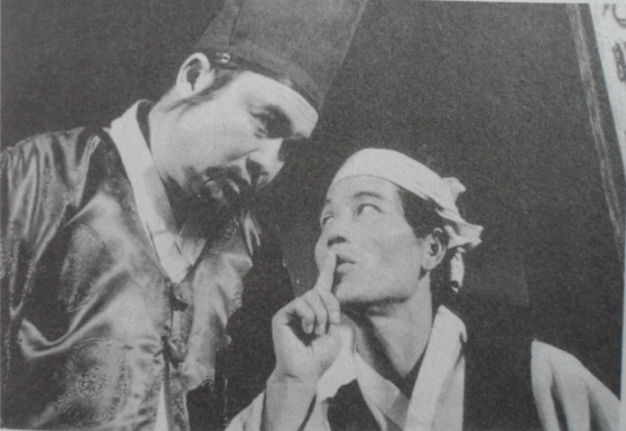
《出嫁的日子》获得了第四届亚洲电影节最佳喜剧片奖

喜剧片在1950年代中期的韩国电影业也开始出现热潮。仅1956年一年就出现了《出嫁的日子》（李炳逸）、《一步登天》（洪一明）、《汉城的假日》（李庸民）、《青春双曲线》（韩滢模）等多部作品。《出嫁的日子》由吴泳镇的演剧本《孟进士宅庆事》改编，刻画了富人孟进士的贪婪，揭露了1950年代人们的对资本主义物质文化的眩惑和坠落，是部具有现实意义的喜剧片。该片上映后，获得了观众和影评界的高度赞誉，并获得了第四届亚洲电影节最佳喜剧片奖:151:178。1950年末期，韩国电影迎来了喜剧片的繁荣:151。
韩国光复后，美国电影大批涌入韩国。进口美国电影曾占据韩国全年上映电影数量的一半以上:111。朝鲜战争期间，韩国依然大量进口美国和法国的电影。避难地破旧的电影院上映的进口外国电影吸引了大批的观众，盛况空前。1954年，有30个外国电影进口公司相互竞争争夺这一市场。1959年，韩国进口的外国电影多达212部，其中90%都是好莱坞的影片。《魂断蓝桥》（1940年，默夫云·莱罗依）、《卡莎布兰卡》（1942年，迈克尔·柯蒂兹）、《罗马假日》（1953年，威廉·惠勒）等经典好莱坞电影放映时影院经常满座:155-156。这些进口电影一方面让韩国电影人有了紧迫感，迫使他们尽早制作出高质量的作品，另一方面，也为韩国电影人提供了可以学习、借鉴的契机:155。

### 1960年代的发展期
1960年，韩国开始出现以新父权家长制为中心的“家族剧”电影。申相玉执导的《浪漫爸爸》（1960年）和姜大振执导的《朴书房》（1960年）拉开了家族剧电影的热潮。家族剧以父母与子女矛盾等周遭发生的各种家族事情为素材，通过喜剧手法尖锐指出新旧秩序的对立和迫切需要建立新的家长制的状况。在这类影片中，处于矛盾中心的人物是父亲。:161-163。姜大振导演的《马夫》（1961年）描写的是朝鲜战争后的一位旧时代父亲。他以经营现代城市不需要的马车业务抚养四个子女，并帮助三次落榜的大儿子考上了大学。由于他思想守旧，秉持嫁鸡随鸡的愚昧思想，最终将女儿赶出家门，导致其死亡。该片在第11届柏林国际电影节获得了银熊奖，是韩国电影史上首个在国际三大电影节获奖的影片:202:163。
随着电影数量的激增和大量影评的出现，韩国电影进入了类型片时期。1963年以后，韩国电影类型片可以分为两大类，一类是将已有的通俗剧、历史剧、喜剧片等进行进化再生产，另一类则是新登场的惊悚片、青春片、文艺片等新的类型片:180。《燕山君》（1962年，申相玉）、《真圣女王》（1964年，河汉洙）等历史通俗剧以历史为背景侧重讲述主人公个人故事。而《圣雄李舜臣》（1962年，俞贤穆）、《世宗大王》（1964年，安贤哲）等历史性英雄人物传记片则摒弃虚构的叙事，尽力忠实还原历史:191-193。受到西部片和海盗片的影响，惊悚片多为犯罪、战争和黑帮组织题材的非现实幻想故事:194-195。1965年，受《007系列》影响，间谍动作片后成为韩国惊悚片的主流:195。喜剧片在1960年代前期比较盛行以底层工薪阶层、小市民、商人、工人为主角的戏剧性强的作品，1960年代后半期剧主要以喜剧明星为中心的闹剧为主:196-198。这一时期的青春片一般以年轻男女的爱情为主线，刻画因身份差异而导致的绝望心理和身份提高带来的虚荣心:199。1960年代后期，由于政治强权推行电影企业化政策的失败，电视的普及，韩国电影业越发不景气。恐怖片作为低预算电影的代表开始浮出水面:212-213。1960年代末期，随着朴正熙独裁统治的加深，社会贫富差距的加大，劳动者受着低工资、长时间劳动的折磨。这一时期的电影作品也弥漫着人们的挫折和绝望感:229。
1961年，朴正熙通过5·16政变控制韩国后，开始打着保护和培育的口号对电影业进行管控。1962年1月20日，韩国颁布了历史上的首部《电影法》。《电影法》的核心内容是企业化的政策和外国电影进口配额制:182-185:190。企业化政策只强调电影的产量，扼杀了产业的自律性和自生可发展的可能性:185。进口配额制度是为了保证只有国产电影制作者才能进口电影，以弥补当时韩国政府对电影业没有实际性预算的局面:182-185:190。一些获得进口配额的电影公司开始非法出售进口配额权，从中谋利，还有的电影公司为了获得外国电影进口配额，不惜粗制滥造，与进口配额保护国产电影的初衷相违背，被报界讥讽为“丰收的饥荒”:185:81。与此同时，朴正熙政府还加强了对电影的审查。含有政治因素，描写社会黑暗面，反伦理，和揭露现实社会的影片遭到了封杀:192。

### 1970年代的萧条期
1970年代，韩国政治进一步走向独裁统治。朴正熙当局打着保护国产电影的名义，通过外国电影进口配额制资助国产电影的制作，但却导致了国产电影质量的下降。电影业准入门槛的提高和电影审查制度也扼杀了韩国电影自身发展的动力，使电影偏离了艺术发展的轨道:227-228:218。1969年至1976年，韩国观影人次从1.78亿锐减到三分之一都不到，人均观片数量从原来的每年五六部下降到1.8部，全国影院数量也从659家减少到541家。与此同时，电视的普及和其它娱乐产业的发展也使韩国电影的萧条进一步雪上加霜:227:225。1973年，朴正熙政府修订《电影法》，设立映画振兴公社，并开始打着“为国产电影提供范本”的名义直接制作电影。反共影片《证言》（1973年，林权泽）是映画振兴公社制作的首部国策电影。为支持这部影片的制作，朴正熙政府将江原道的一个村庄划为拍摄现场，派遣大规模装甲部队和步兵并动员大量临时演员协助拍摄。此外，影片采取了当时最先进的特效，建造了汉江大桥、战斗机等道具模型。政府的大规模支持使《证言》创作出当时难得一见的视觉奇观，上映后也取得了很好的票房成绩:246-247。续《证言》之后，映画振兴公社又投巨资制作了一批反共电影和多部“新乡村电影”。但这些影片的票房都不理想，有些甚至入不敷出:247。朴正熙当局不仅要求电影公司制作反共、宣传新农村政策的电影，还要求制作忠孝、护国、克己奉公等能“确立民族主体性”和“鼓舞爱国爱民族的国民性”电影。这些电影被定为优秀电影后，会得到政府的补偿。但它们其中的很多甚至都没有公映过:247-249。
在电影制作沦落成取得外国进口电影配额手段的恶劣情况下，新世代导演的登场和巨匠导演的活跃延续着1970年代韩国电影的命脉:228:243。这一时期巨匠导演的作品包括金绮泳的《火女》（1971年）、《虫女》（1972年），俞贤穆的《火花》（1975年）、《雨季》（1979年），申相玉的《三日天下》（1973年），金洙容的《土地》（1974年），李晚熙的《去森浦的路》（1975年），林权泽的《杂草》（1973年）等。这些作品中有些艺术水准很高，但大多数票房惨淡:228-229。与此同时，一批由新世代导演拍摄的作品在1970年纷纷出现。改编自超人气作家崔仁浩同名小说的《星星的故乡》，得到年轻观众的好评。不久《英子的全盛时代》（1975年，金镐善）和《傻瓜的行进》（1975年，河吉钟）的上映使新世代导演的作品持续卖座:229。1975年7月18日，新世代导演金镐善、边仁植、李长镐、河吉钟、洪坡在首尔武桥洞泰和馆别馆大厅成立了韩国电影史上最早的电影艺术运动“映像时代”。这些三十几岁的年轻人为了电影愿意接受各种挑战，甚至反抗:229。

### 1980年代的转折期
维新体制崩溃后的1980年代，韩国当局开始逐步放松制约电影业发展的各项政策。1980年文化公报部废止了原朴正熙政权的“优秀电影奖励制度”，优秀电影不再是为取得外国电影进口配额而制作的电影，而是真正具有思想性、艺术性，能深深打动观众的电影:258。1984年3月，映画振兴公社设立了培养导演、摄影、编剧等专业人才的韩国映画学院，为萧条中的韩国电影点燃了复兴的火花:271。 同年，韩国第五次修订《电影法》。原来电影业的许可制被登记制所取代，准入门槛的降低使自由制作成为可能。此外，新修订的《电影法》将电影的制作业务和进口业务进行了分离。原来少数电影制作公司垄断韩国电影的局面被瓦解:291-292:256-257。1986年，韩国在美国的压力下第六次修订《电影法》。原来对外国进口电影的限制被废除，外国电影公司可以在韩国建立分支机构直接经营电影业。1988年1月，联合国际影业和20世纪福克斯影业公司率先在韩国设立分支机构，抢滩韩国市场。9月24日，联合国际影业的第一部直配电影《致命诱惑》在韩国影院上映。电影政策的变化一方面使电影制作自由化，另一方面对外国进口影片限制的废除也使原本在政府保护伞下生存的韩国电影业受到巨大的冲击。同时，1980年12月1日开始的电视节目彩色化也给电影业的发展带来不小的冲击:291-292:256-257。
在朴正熙被暗杀身亡后的1980年代初，过渡政府管理下的韩国出现了短暂的民主时期。《人之子》（1980年，俞贤穆）、《有风的好日子》（1980年，李长镐）、《曼陀罗》（1981年，林权泽）、《底层市民》（1982年，裴昶浩）、《傻瓜宣言》（1983年，李长镐）等以敏锐眼光批评现实生活严峻问题的影片得以成功规避略为宽松的审查制度的检查而上映:100。1980年代初，中坚力量引导着韩国电影。1980年，李斗镛导演的《避幕》获得威尼斯电影节ISDAP奖。之后，他又执导了《最后的证人》（1980年）、《欲望的沼泽》（1982年）、《长子》（1984年）、《石孩》（1985年）等。1984年，李斗镛以描写朝鲜王朝残酷旧习俗的《女性残酷史：纺车，纺车》在韩国电影史上首次入选戛纳国际电影节“一种注视”单元。1980年代初，武侠片、喜剧片和爱情片占据了票房榜的前列:276-277。1982年3月，在光州事件的旋风中登场的全斗焕政府，为了分散民众对政治的注意力，开放了深夜剧场:279。3月下旬，郑仁烨执导的《爱玛夫人》成为第一部深夜剧场影片，引发了情色片制作的热潮。午夜剧场也成为受年轻恋人欢迎的约会场所:281:264。
1980年代，随着电影制作环境的改善，韩国电影接连在国际电影节上获奖。1980年，李斗镛执导的异色电影《避幕》受邀参加威尼斯电影节获得ISDAP奖，标志着韩国电影真正进入国际市场。1983年，金惠子以其首部作品《晚秋》在第2届马尼拉国际电影节上摘得最佳女演员的桂冠。1984年，裴昶浩导演的《赤道之花》在泰国曼谷举行的第29届亚太影展上获得最佳导演奖。他导演的另一部作品《那年冬天很温暖》在南特三大洲电影节获得了评委会特别奖。1985年，河明中自编自导的《烈日》入围第35届柏林电影节主竞赛单元，担任该片摄影的郑光石在第21届芝加哥电影节荣获最佳摄影奖。林权泽执导的《种女》在第32届亚太国际影展上获得了最佳影片、最佳导演和最佳女配角奖。片中的扮演女主角的姜受延在1987年第44届威尼斯国际电影节摘得影后的桂冠，这是韩国电影第一在威尼斯电影节上获奖。1988年，在林权泽导演的《阿达达》担任女主角的申恵琇在第12届蒙特利尔国际电影节上获得了最佳女演员奖。李长镐的《浪子途中不休息》获得了第38届柏林电影节卡里加利奖。1989年，曾获威尼斯电影节影后桂冠的姜受延凭借其在林权泽执导的另一部电影《上升》中的表现再次捧得第16届莫斯科国际电影节最佳女主角奖:297:283-284。1989年，绘画专业出身的裴镛均自编、自导的处女作《达摩为何东渡》在戛纳国际电影节入围“一种注视”单元，并在第42届洛迦诺国际电影节上获得最佳影片奖、最佳导演奖、最佳摄影奖等奖项:271-273。

### 1990年代和21世纪

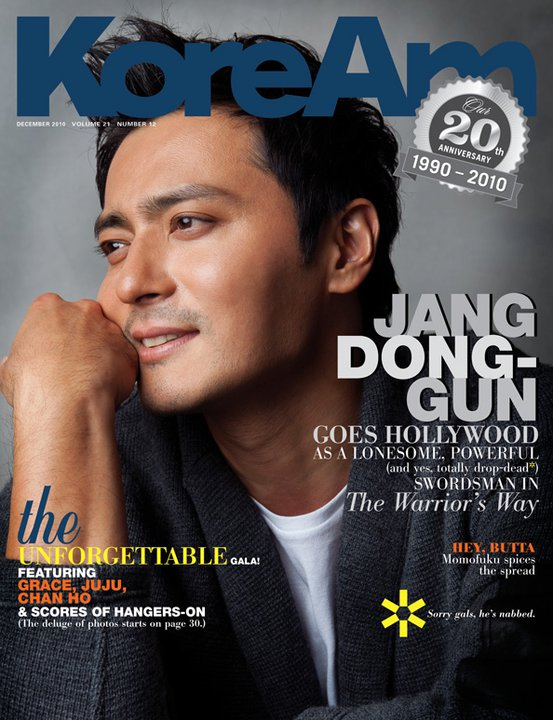
韩国演员张东建

1990年代和21世纪是韩国电影在开放中重获新生的时代。根据韩美的电影协商，自1989年1月1日开始韩国电影公司无需经政府批准就可以进口外国电影，外国电影也无需经过审查，韩国逐年放宽对外国电影进口拷贝数目的限制，直到1994年完全废除:402-403。外国进口电影对韩国电影的发展产生了巨大的冲击。1980年代，韩国电影的占有率曾上升到30%，但在1993年已经下降到了历史最低的15.9%。1998年，韩国国产电影的数量由1990年前后的100-120部，缩减到43部。而进口外国电影则由1984年的25部，激增到1996年的405部:403:356。
1990年，韩国电影出现了一部卖座片林权泽执导的《将军的儿子》，时隔13年刷新韩国电影史上最高票房纪录。《将军的儿子》摒弃刀枪而使用拳脚，开创了韩国动作片的先河，给萧条的韩国电影业带来转机:324-325。1993年，林权泽导演的《西便制》再次在韩国电影界刮起票房旋风。该片在首尔地区的票房首次突破100万，使韩国电影从此进入百万时代:325。该片包揽了青龙奖、大钟奖、电影评论奖、春史电影艺术奖在内的韩国诸多大奖，并在当年10月举行的首届上海国际电影节上获得最佳导演奖和最佳女演员奖:325。
1996年，韩国宪法法院就“长山串鹰”对公演伦理委员会执行的电影审查制度的违宪申诉作出了违宪判决，宣布《电影法》所规定的电影上映前必须接受公演伦理委员会审查的规定，违背《韩国宪法》第121条第一款“所有国民享有言论、出版的自由和集会、结社的自由”所赋予的公民权利。与此同时，韩国宪法法院还明确有必要禁止青少年接触色情、暴力电影，提出电影界建立自律的“分级制”。同年，韩国修订了《电影振兴法》，成立了韩国公演艺术振兴协会用于取替原有的公演伦理委员会，并对电影实行全体可观看、12岁以上可观看、15岁以上可观看、18岁以上可观看四个等级分类制度:296-297。
1996年以后，韩国电影开始保持快速增长的势头，市场占有率由1996年的23%提高到1998年的35.8%，2001年更是超过了50%。韩国电影的观影人次也开始呈几何级增长:351。1999年，《生死谍变》的上映拉开了韩国大片的时代，其观影人次达到580万，一举刷新1990年代初《西便制》所创下的百万人次纪录，并超过当时好莱坞巨片《泰坦尼克号》在韩国的票房。此后，韩国电影的票房纪录每年都被刷新。2000年，朴赞郁执导的《共同警备区》票房突破600万，不仅成功入围2001年第51届柏林国际电影节，还以200万美元出口到日本等海外市场:328-330。2001年，《朋友》票房达到818万。之后，2003年的《实尾岛》和2004年的《太极旗飘扬》票房相继突破1000万，使韩国电影进入千万时代:376-377。韩国大片的成功使得韩国国产电影的市场占有率在2001年提高到了50%以上，并成功扩大了观众层和海外市场的销路:332:351。

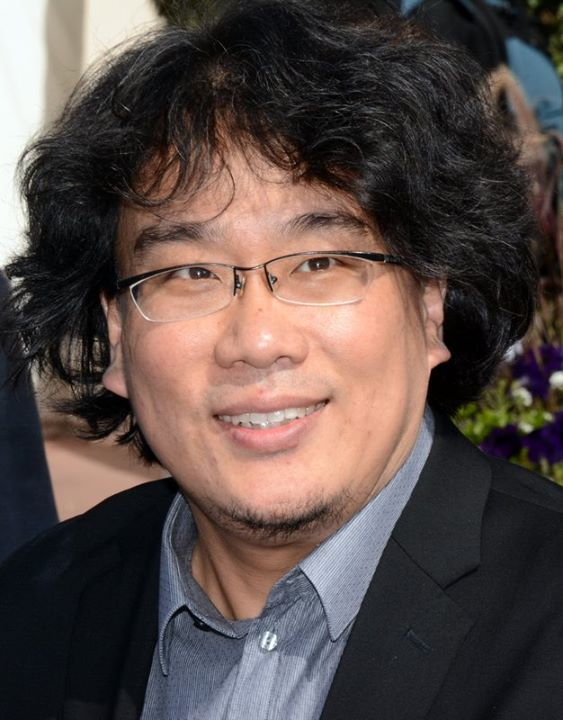
韩国导演奉俊昊

与此同时，韩国电影也实现了质的飞跃。韩国电影在世界三大国际电影节上取得骄人的成绩，并涌现出一批优秀电影导演。釜山国际电影节、全州国际电影节、富川国际奇幻电影节等相继在韩国举办。其中，1996年开始的釜山国际电影节已经发展成为亚洲代表性的电影节:352-353。2000年，林权泽执导的《春香传》（2000年）入围戛纳电影节主竞赛单元，这是第一部入围戛纳电影节金棕榈奖的韩国电影。2002年，林权泽凭借《醉画仙》荣获戛纳电影节最佳导演奖。同年，李沧东的《绿洲》拿下了威尼斯电影节特别导演奖和马切罗·马斯罗杨尼奖。2004年，金基德导演的《撒玛利亚女孩》（2003年）和《空房间》（2004年）连续摘得柏林电影节和威尼斯电影节的最佳导演奖，一举成为国际知名导演。同年朴赞郁的《老男孩》（2003年）赢得了第57届戛纳电影节评委会大奖:352。2005年，韩国的两部影片《那时那些人》和《哭泣的拳头》获得第58届戛纳电影节导演双周大奖。
2011年，朴赞郁和弟弟朴赞庆所执导的短片电影《波澜万丈》是世界上首部在影院上映的智能手机电影，使用iPhone 4拍摄，在第61届柏林电影节获得短片竞争单元大奖——最佳短片金熊奖。2012年，金基德执导的《圣殇》在第69届威尼斯电影节赢得金狮奖。2010年，李沧东的《诗》获戛纳最佳剧本奖。2019年，奉俊昊执导的《寄生虫》获戛纳电影节最高奖项——金棕榈奖。2020年2月，该片在第92届奥斯卡金像奖上斩获最佳影片、最佳导演、最佳原创、国际电影4大奖项，是首部赢得奥斯卡最佳影片的非英语电影。2022年，宋康昊和朴赞郁在第75届戛纳电影节分获最佳男演员和导演奖。

## 韓國電影獎項
- 大鐘獎
- 青龍電影獎
- 百想藝術大獎
- 春史电影艺术奖

## 韓國國際電影節
- 釜山國際電影節
- 全州國際電影節
- 富川國際幻想電影節

## 韓國電影院
- 首爾劇院
- 電影立體方（CINECUBE）
- 東崇影院
- CGV明洞
- 大韓劇場
- 綠色劇院
- CGV江邊
- Megabox
- 城市劇院（CINECITY）
- Cineplus
- City 劇院
- Central 6 Cinema
- CGV 仁川
- CGV 往十里

### 歷年票房收入
| 年份 | 票房收入（韓元）  | 觀影人次    | 電影院數 | 銀幕數 |
| ---- | ----------------- | ----------- | -------- | ------ |
| 2004 | 440,728,906,206   | 69,254,626  |          | 1,451  |
| 2005 | 780,364,979,467   | 123,352,059 |          | 1,648  |
| 2006 | 892,442,138,000   | 144,256,035 | 321      | 1,880  |
| 2007 | 965,486,624,538   | 152,022,992 | 314      | 1,975  |
| 2008 | 961,453,297,251   | 147,428,639 | 309      | 2,004  |
| 2009 | 1,083,196,004,950 | 155,398,654 | 305      | 2,055  |
| 2010 | 1,157,254,738,250 | 147,759,214 | 301      | 2,003  |
| 2011 | 1,235,799,464,200 | 159,724,465 | 292      | 1,974  |
| 2012 | 1,455,140,354,435 | 194,890,587 | 314      | 2,081  |
| 2013 | 1,551,351,984,721 | 213,351,030 | 333      | 2,184  |
| 2014 | 1,664,232,549,160 | 215,068,958 | 356      | 2,281  |
| 2015 | 1,715,501,571,678 | 217,299,523 | 388      | 2,424  |
| 2016 | 1,743,194,424,370 | 217,026,182 | 417      | 2,575  |
| 2017 | 1,756,577,851,113 | 219,876,227 | 452      | 2,766  |
| 2018 | 1,813,963,809,238 | 216,385,269 | 483      | 2,937  |
| 2019 | 1,913,989,080,068 | 226,678,777 | 513      | 3,079  |
| 2020 | 510,375,222,191   | 59,524,093  | 474      | 3,015  |
| 2021 | 584,488,528,900   | 60,528,224  |          |        |

## 參看
- 韓國電影列表
- 韩国文化
- 韩国电视剧

## 外部連結

### 韓國的電影雜誌及電影入門網站
- nKino （页面存档备份，存于） 
- Cine21 （页面存档备份，存于） 
- Film2.0 （页面存档备份，存于） 
- Cine Seoul （页面存档备份，存于） 
- CineBus 
- MOVIE WEEK （页面存档备份，存于） 
- Korea Film Center （页面存档备份，存于） 、（英文）

### 韓國電影介紹網站
- 電影解說 （中文）
- 韓國映畫 （页面存档备份，存于） （中文）
- http://www.yhyd.org[ 影畫年代 (영화연대)] （页面存档备份，存于） 、（英文）、（日語）
- 釜山國際電影節官方網站 （英文）、
- 韓國雅虎電影分類 
- 韓國雅虎電影分類 
- 免费看电影 （页面存档备份，存于）